# Camille-Félix Bellanger
Pour les articles homonymes, voir Bellanger.
Camille-Félix Bellanger, dit Camille Bellanger, né à Paris le 13 janvier 1853, et mort à Paris 5e le 29 décembre 1923, est un peintre et lithographe français.

## Biographie

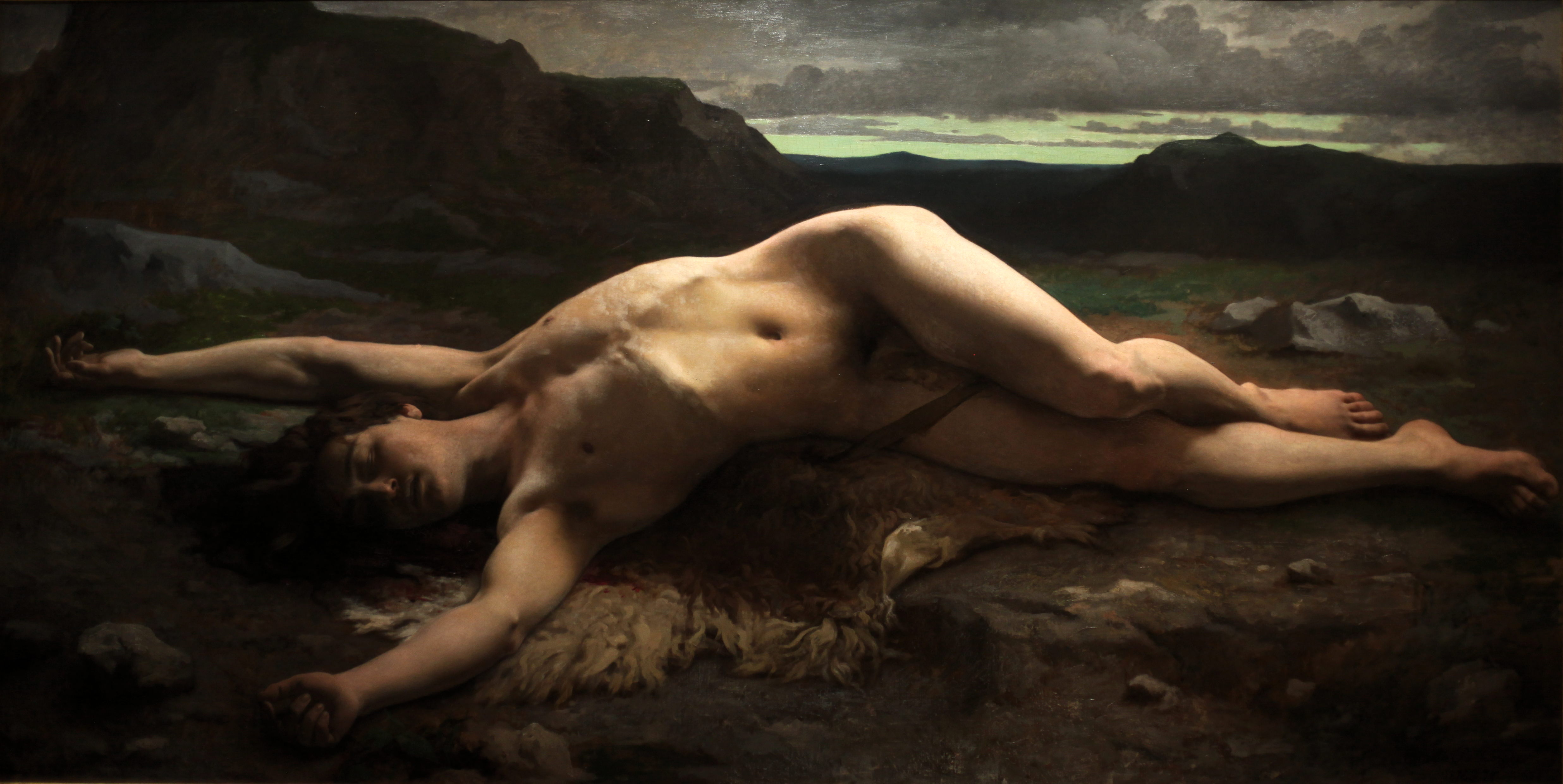
Abel (1874-1875), Paris, musée d'Orsay.

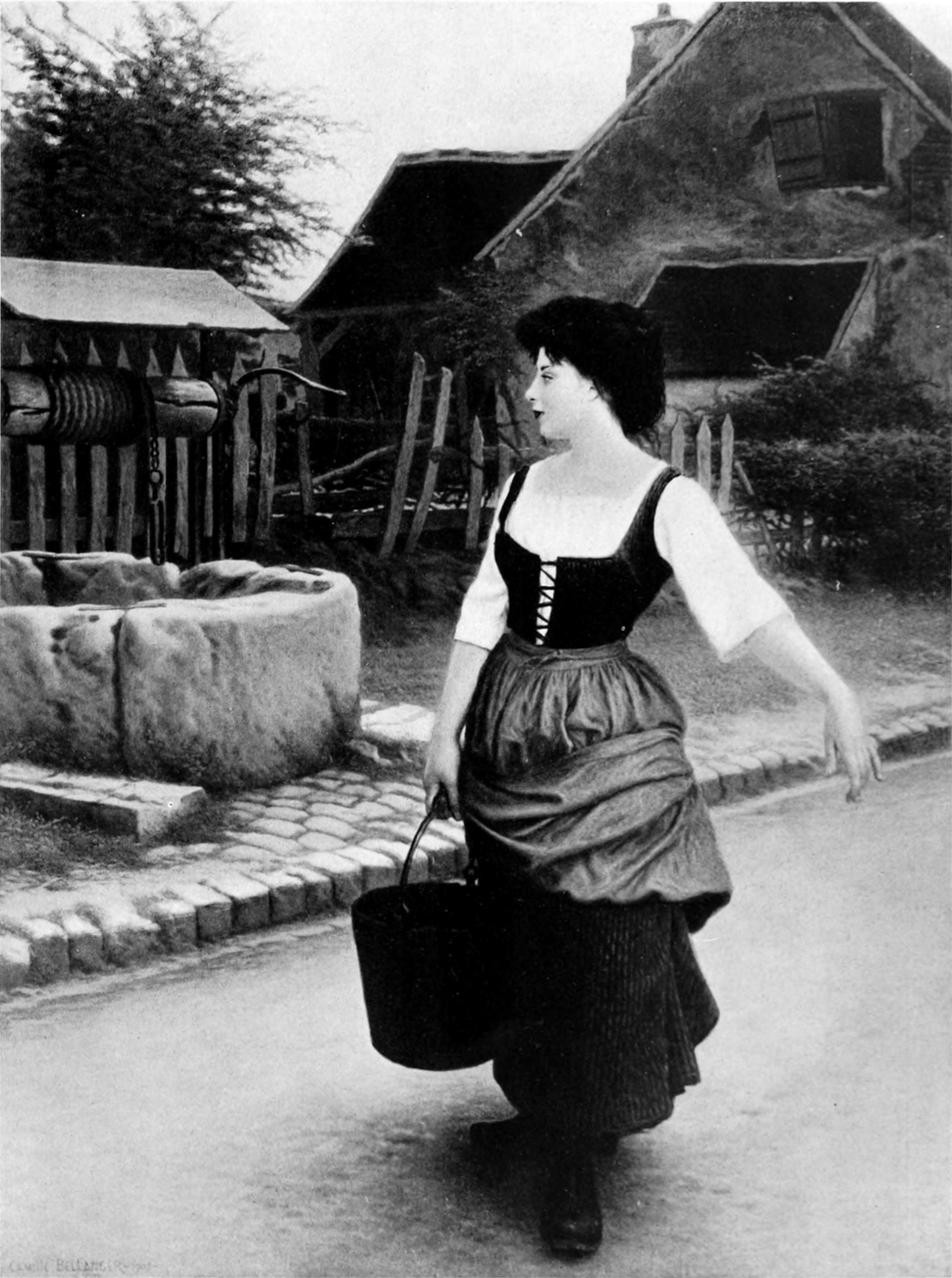
Le vieux Puits, Salon de 1905.

Camille Bellanger étudie à l'École des beaux-arts de Paris sous la direction de Alexandre Cabanel (1823-1889) et de William Bouguereau (1825-1905). Il obtient le deuxième prix de Rome en 1875, et a continué par la suite à recevoir de nombreuses récompenses pour ses peintures. Bellanger a régulièrement exposé ses travaux au Salon de Paris.
Il devient professeur de dessin à l'école militaire de Saint-Cyr, et est nommé peintre de la marine le 22 février 1896. Il reçoit les insignes de chevalier de la Légion d'honneur en 1911 (décret du 30 juillet).. 
Il peint des sujets historiques et mythologiques, des portraits et des scènes de la vie quotidienne. Parmi ses œuvres on peut citer : Abel (1874-1875) ; Ange au tombeau (1877) ; Crépuscule et matin (1881) ; Coucou ! (1882) ; Cupidon Endormi ; Un Fleuriste (1883).[réf. nécessaire]
Bellanger est l'auteur d'un Traité de Peinture.

## Œuvres dans les collections publiques
- Paris, département des Arts graphiques du musée du Louvre :
  - Jeune Garçon assis sur le sol, de face tenant dans ses bras un enfant, fusain et estompe[1] ;
  - Portrait de Justin Bellanger, père de l'artiste, 1888, mine de plomb[2] ;
  - Portrait de Luce Eugénie Arnoul, grand-mère de l'artiste, 1874, mine de plomb[3] ;
  - Portrait de la mère de l'artiste, Adèle Bellanger, 1891, mine de plomb[4] ;
  - Vieillard agenouillé, les mains jointes en un geste de supplication, 1875, mine de plomb et rehauts de blanc sur papier gris[5] ;
- Paris, musée d'Orsay : Abel, 1874-1875, huile sur toile[6] ;
- Pau, musée des beaux-arts :
  - L'Arrivée au marché, 1921, huile sur carton[7] ;
  - Marché au bois, place de Verdun (1), 1921, huile sur carton[8] ;
  - Marché au bois, place de Verdun (2), 1921, huile sur carton[9] ;
  - Marché aux bestiaux, place de Verdun à Pau, 1921, huile sur carton[10].